# This Is the Life (album d'Amy Macdonald)
Pour les articles homonymes, voir This Is the Life.
Albums de Amy Macdonald
A Curious Thing
(2010)
Singles
1. Poison Prince
Sortie : 7 mai 2007
2. Mr. Rock and Roll
Sortie : 16 juillet 2007
3. L.A.
Sortie : 15 octobre 2007
4. This Is the Life
Sortie : 10 décembre 2007
5. Run
Sortie : 3 mars 2008
6. Poison Prince
Sortie : 19 mai 2008

This Is the Life est le premier album studio d'Amy Macdonald, sorti en 2007.

## Liste des titres
Toutes les chansons sont écrites par Amy Macdonald, sauf lorsque cela est mentionné.
1. Mr. Rock and Roll – 3:35
2. This Is the Life – 3:05
3. Poison Prince – 3:28
4. Youth of Today – 4:00
5. Run – 3:50
6. Let's Start a Band – 4:05
7. Barrowland Ballroom – 3:58
8. L.A. – 4:06 (Amy Macdonald and Pete Wilkinson)
9. A Wish for Something More – 3:46
10. Footballer's Wife – 5:06

International Bonus Tracks
1. The Road to Home – 2:20
2. Caledonia (hidden track) – 2:00 (Dougie MacLean)

Additional Bonus Tracks (sur les sorties française et japonaises)
1. Mr. Brightside (live from King Tuts) - 4:14
2. Mr. Rock & Roll (live from King Tuts) - 3:28
3. Rock Bottom - 3:45

## Singles
1. Poison Prince (7 mai 2007)
2. Mr. Rock and Roll (16 juillet 2007)
3. L.A. (15 octobre 2007)
4. This Is the Life (10 décembre 2007)
5. Run (3 mars 2008)
6. Poison Prince (19 mai 2008)

## Charts
| Chart (2007)          | Place |
| --------------------- | ----- |
| UK Album Chart        | 1     |
| U.S. Billboard 200    | 92    |
| Danish Album Chart    | 1     |
| Swiss Albums Chart    | 1     |
| Dutch Albums Chart    | 1     |
| Belgium Album Chart   | 2     |
| German Albums Chart   | 3     |
| Irish Albums Chart    | 16    |
| Polish Albums Chart   | 17    |
| Austrian Albums Chart | 3     |
| Swedish Albums Chart  | 5     |
| Greek Albums Chart    | 6     |
| French Albums Chart   | 7     |
| United World Chart    | 21    |

Il s'est vendu aujourd'hui à environ 3 000 000 d'exemplaires dans le monde[réf. nécessaire].